# 周仲璧
周仲璧（1924年6月15日—），男，祖籍四川，生于法国蒙彼利埃，中国实验物理学家、物理教育家，曾任四川大学教授，中国物理学会常务理事。

## 家庭
父亲周太玄，母亲王耀群。